# Karabinek PM Md. 1963
PM Md. 1963 (rum. Pistolul-mitralieră, calibrul 7,62 mm, model 1963; nazwa handlowa: AIM) – produkowana w Rumunii odmiana radzieckiego karabinka automatycznego AKM z charakterystycznym wbudowanym w łoże chwytem przednim.

## Wersje
- PM Md. 1963 (AIM) – ze stałą kolbą drewnianą.
- PM Md. 1965 (AIMS) – ze składaną kolbą metalową.
- PM Md. 1980 (AIMR) – subkarabinek ze składaną kolbą metalową, powstały w oparciu o PM Md. 1965.
- PM Md. 1990 – ze składaną kolbą metalową z karabinka PA md. 86. 
  - PM Md. 1990 (Draco) – subkarabinek powstały w oparciu o PM Md. 1990 i noszący to samo oznaczenie. Zaprojektowany dla oddziałów specjalnych oraz załóg pojazdów.